# Производственная бригада
Производственная бригада — тип низового структурного подразделения в производственных организациях промышленности, строительства, сельского хозяйства и т. д. Бригада представляет собой постоянный или временный коллектив рабочих, выполняющих общее производственное задание и несущих совместную ответственность за результаты своего труда. Члены бригады могут иметь как одинаковую, так и различные профессии.

## Описание
Различают специализированные или комплексные бригады.
- Специализированные бригады выполняют однородные технологические процессы — изготовление определённой продукции, строительные, полеводческие или садоводческие работы и т. д.
- Комплексные бригады выполняют разнородные работы, как правило, смежные или близкие по технологии. Например, в строительстве бригада по возведению монолитных железобетонных конструкций выполняет опалубочные, арматурные, бетонные работы, осуществляет уход за твердеющим бетоном и распалубку. При этом внутри комплексных бригад могут быть организованы специализированные звенья по выполнению отдельных технологических процессов.

Бригада может разделяться на смены. Если она работает во всех сменах в течение суток, такая бригада называется "сквозной". Этот же термин применялся для нескольких бригад различных цехов или даже предприятий, объединённых общей технологической цепочкой по выпуску продукции.
Оплата труда бригады начисляется, как правило, по сдельной форме оплаты за выполненный объём работ по т. н. наряду. Наряд содержит описание задания и его объём, условия выполнения работы и расчёт причитающейся суммы заработной платы. Между членами бригады заработная плата распределяется в соответствии с фактически отработанным временем (которое определяется по табелю) и индивидуальной квалификацией (разрядом). Может также применяться коэффициент трудового участия, выставляемый за определённый период времени советом бригады или общим собранием бригады.
Руководит работой бригады бригадир (фр. le brigadier), работой звена — звеньевой. Бригадир назначается администрацией предприятия с учётом мнения членов бригады. Как правило, он также является рабочим и получает доплату за выполнение управленческих обязанностей. В то же время в крупных бригадах бригадир может быть освобожденным, то есть не заниматься непосредственно физическим трудом. Бригадир осуществляет распределение заданий между звеньями и отдельными рабочими и контролирует их выполнение, отвечает за своевременное выполнение бригадного задания, за качество работы, за сохранность оборудования и инструментов, за соблюдение рабочими правил охраны труда, техники безопасности и трудовой дисциплины.
Трудовым кодексом Российской Федерации, ст. 245, предусмотрена возможность бригадной (коллективной) ответственности за ущерб, причинённый работодателю.
Бригады, как форма организации труда, применяются повсеместно в тех случаях, когда выдача индивидуальных заданий рабочим невозможна или нецелесообразна. Однако в СССР бригадная форма организации труда сочеталась с коллективной формой начисления и распределения заработной платы, а также с политико-воспитательными и профсоюзными функциями. Традиции коллективной самоорганизации рабочих в России берут начало в артелях, которые, в отличие от бригад, являлись полностью самостоятельными производственными единицами.
В СССР бригадная форма организации труда была основной в большинстве отраслей. Развитие методов управления на крупных предприятиях привело в 1970—1980-х годах к укрупнению бригад, созданию комплексных и сквозных бригад, бригад конечной продукции, бригадного и коллективного подряда. Эти формы содействовали развитию внутреннего хозяйственного расчёта, готовили почву для радикальной перестройки хозяйственного механизма. В настоящее время создание и функционирование бригад подчинено общим целям фирмы и является одним из методов рациональной организации производства.
В зарубежной и современной российской практике применение бригад не препятствует индивидуальной оплате труда рабочих, которая обычно сочетает почасовую оплату с системой премий и штрафов.
Положительными факторами бригадной организации труда являются использование возможностей самоорганизации трудового коллектива, совмещение смежных профессий, взаимная помощь, обучение молодёжи, благоприятный психологический микроклимат. С точки зрения организации производства бригадная форма организации труда часто позволяет повысить ритмичность и производительность труда, сократить внутрисменные простои и прогулы. В то же время отрицательными факторами могут являться снижение индивидуальной ответственности рабочего, преувеличенная роль бригадира, усиление напряжённости между рабочими и администрацией. Применение современных методов управления персоналом позволяет снизить риск появления негативных факторов бригадной организации труда.